# Marcus Pode
Marcus Pode (født 27. marts 1986 i Malmø) er en svensk fodboldspiller, der spiller som angriber i Trelleborgs FF. Han startede sin karriere i Malmö FF inden han i 2007 skiftede til FC Nordsjælland. 